# Tectaria stalactica
Tectaria stalactica là một loài dương xỉ trong họ Tectariaceae. Loài này được M.G. Price mô tả khoa học đầu tiên năm 1974.
Danh pháp khoa học của loài này chưa được làm sáng tỏ. 